# Synaptomys cooperi
Synaptomys cooperi е вид бозайник от семейство Хомякови (Cricetidae).

## Разпространение
Видът е разпространен в Канада (Квебек, Манитоба, Нова Скотия, Ню Брънзуик и Онтарио) и САЩ (Айова, Арканзас, Вашингтон, Вирджиния, Върмонт, Джорджия, Западна Вирджиния, Илинойс, Индиана, Канзас, Кентъки, Кънектикът, Масачузетс, Мейн, Мериленд, Минесота, Мисури, Мичиган, Небраска, Ню Джърси, Ню Йорк, Ню Хампшър, Охайо, Пенсилвания, Род Айлънд, Северна Каролина, Тенеси, Уисконсин, Южна Дакота и Южна Каролина).